# 葛根田地熱発電所
葛根田地熱発電所（かっこんだちねつはつでんしょ）は、東北電力が管理運営する地熱発電所。

## 概要
岩手県雫石町に位置し、東北水力地熱が提供する蒸気を利用している。日本では6番目の地熱発電所として完成した（2号は16番目）。蒸気供給は日本重化学工業と東北地熱エネルギー（現・東北水力地熱）が行ない、発電は東北電力が担当している。
葛根田地域一帯は、1950年代から工業技術院地質調査所によって莫大な地熱資源がある事が確認されており、1969年から日本重化学工業が大規模な地熱調査を開始。翌年、東北電力と共同開発の基本協定を締結し、坑井掘削と発電所の建設が行われ、1978年5月に出力5万kwの第1号の運転が開始された。2号は日本重化学工業から事業を引き継いだ東北水力地熱エネルギーが調査井戸を掘削して成功した事を受け、1991年に東北電力と基本協定が締結されたことを受け、建設が行われ、1996年3月から運転が開始された。
東北電力は2022年度の電源開発計画において、設備の経年化が進む葛根田地熱発電所1号を2022年度10月に廃止する方針を示した。地下からの蒸気量の減衰により最大出力が低下したためであり、蒸気を2号に集約し効率的な運用を図る。

## 発電設備
- 総出力：80,000kW[3]

1号機
定格出力：50,000kW
営業運転開始：1978年（昭和53年）5月26日
発電方式：シングルフラッシュ
2号機
定格出力：30,000kW
営業運転開始：1996年（平成8年）3月1日
発電方式：シングルフラッシュ